# Liste des maires de Saint-Maurice-de-Beynost

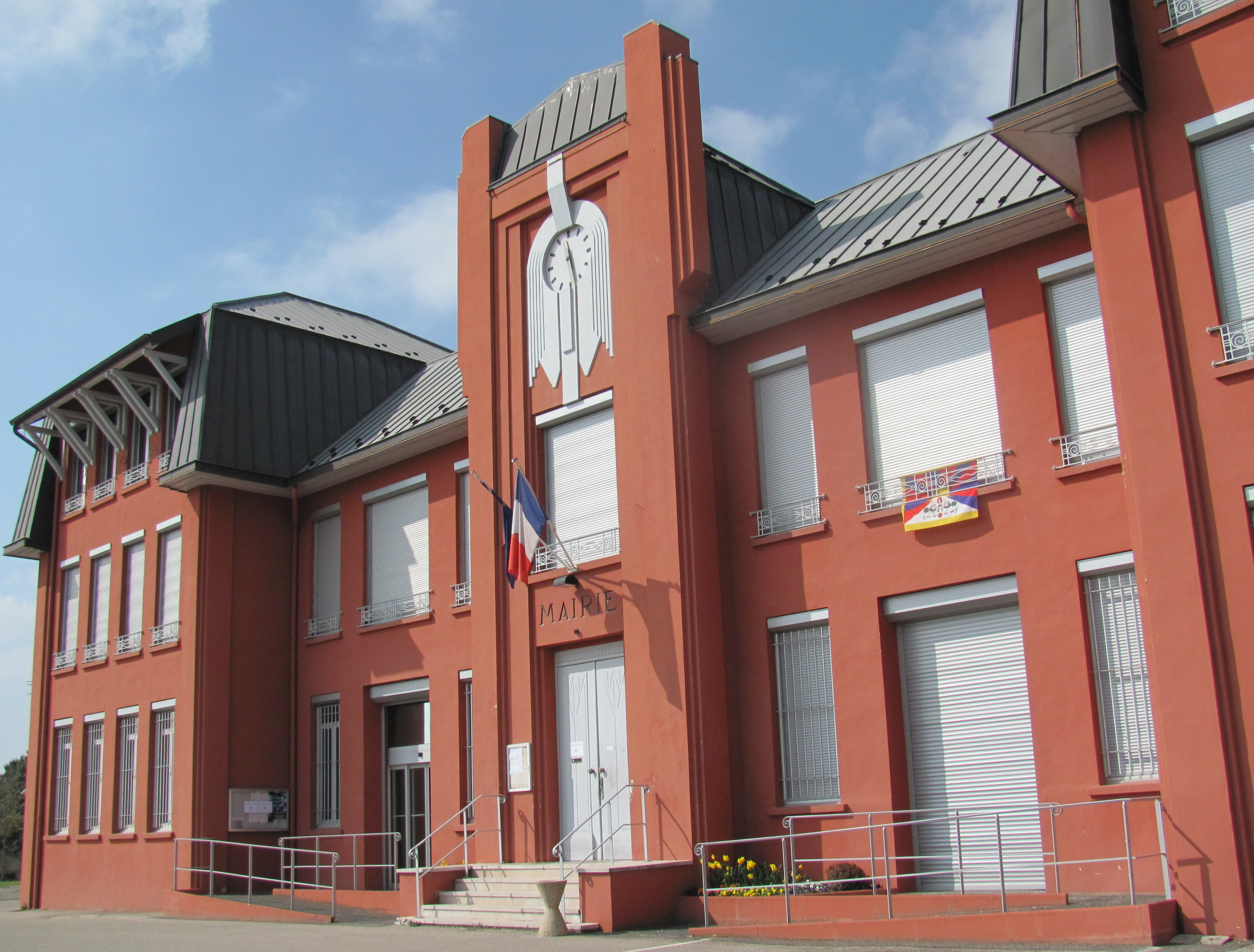
La mairie de Saint-Maurice-de-Beynost en mars 2011.

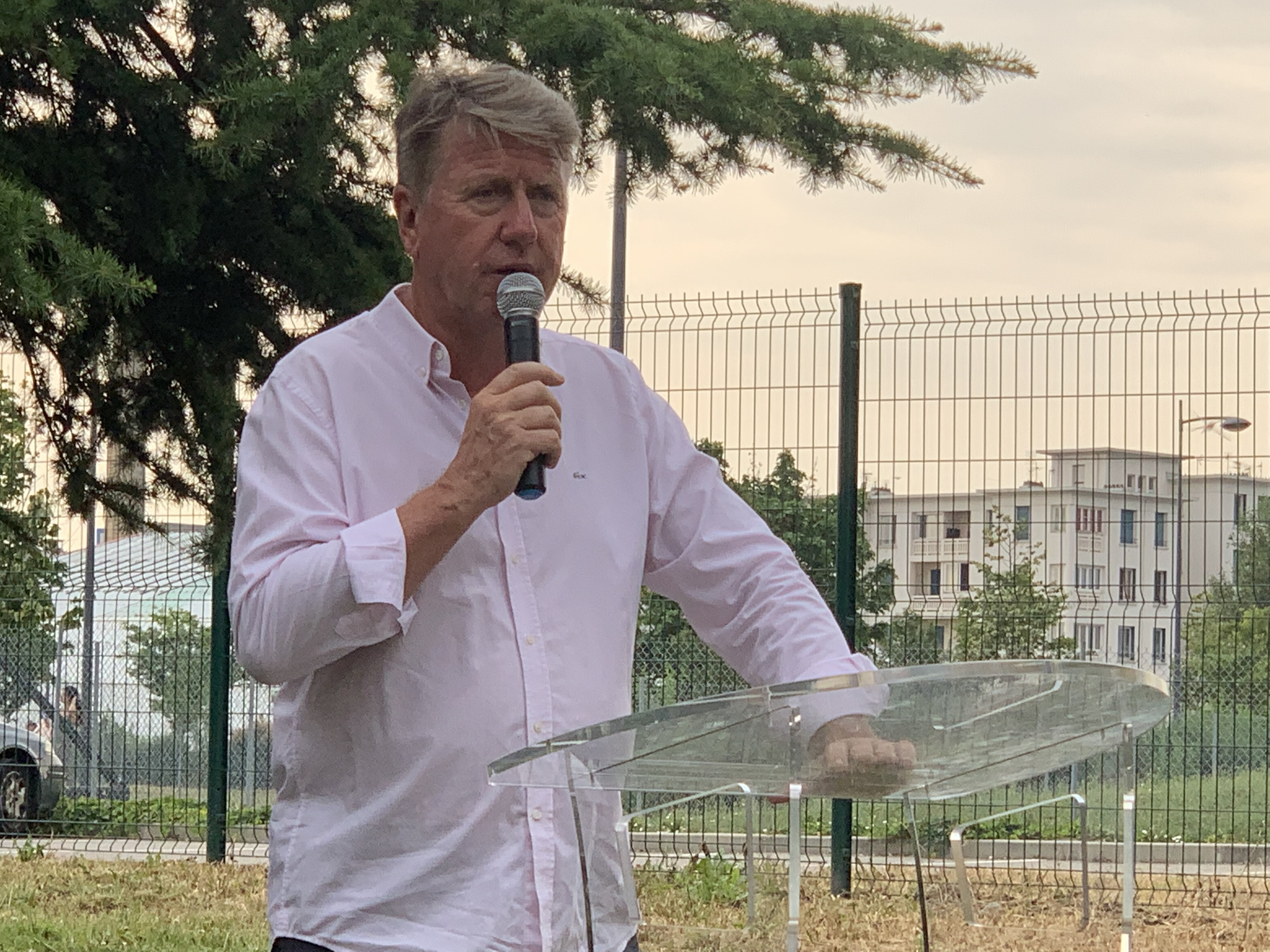
Pierre Goubet ici en 2019. Il est élu en 2001 puis réélu en 2008, 2014 et 2020.

La liste des maires de Saint-Maurice-de-Beynost présente la liste des maires de la commune de Saint-Maurice-de-Beynost.

## Liste des maires successifs
| Période          | Période          | Identité                                     | Étiquette     | Qualité |
| ---------------- | ---------------- | -------------------------------------------- | ------------- | --- |
| ?                | vers 1833        | Joseph André                                 |               | |
| vers 1833        | vers 1867        | Jean-Baptiste Maillard                       |               | |
| vers 1867        | vers 1870        | Jean-Baptiste Juffet                         |               | |
| vers 1870        | vers 1881        | Guillaume Henri                              |               | |
| vers 1881        | vers 1887        | Jean-Baptiste Maillard                       |               | |
| vers 1887        | vers 1895        | Louis Guyot                                  |               | |
| vers 1895        | 17 mai 1925      | Guillaume Juffet                             |               | Né en 1861 |
| 17 mai 1925      | 9 novembre 1925  | Albert Chevillard                            |               | |
| 9 novembre 1925  | 1929             | Alfred Tardy                                 |               | |
| 1929             | 1930             | Albert Chevillard                            |               | Professeur au lycée du Parc à Lyon                                                                             |
| 28 juin 1930     | 1935             | Alfred Tardy                                 |               | |
| 1935             | 1936             | Amédée Bardet                                |               | Instituteur |
| 1936             | 1944             | Victor Pré                                   |               | |
| 13 mai 1945      | 23 novembre 1945 | François Prévost(1er adjoint : Jean Chosson) |               | |
| 23 novembre 1945 | 1965             | Jean Chosson                                 |               | Salarié de l'usine textile                                                                                     |
| 1965             | 1976             | André Trichard                               |               | |
| 1976             | 1981             | Docteur Riou                                 |               | Médecin |
| 1981             | mars 2001        | Odette Mader                                 |               | Présidente de la CCMP                                                                                          |
| mars 2001        | En cours         | Pierre Goubet                                | Divers gauche | Conseiller général du canton de Miribel (2009-2015) 1er vice-président de la CCMP. 4e mandat de maire en 2020. |

En 1944, un comité local de libération est présidé par le Docteur Mariès.